# Településmonográfia
A monográfia görög eredetű szó, és jelentése szerint olyan irat, mely valamely tudomány egyetlen tárgyával kimerítően foglalkozik.
A településmonográfia pedig a földrajztudománynak azon szelete, amely valamely település jellemzőink tételes kutatásával, illetve annak eredményeinek leírásával szolgál. A bolygónkon lezajló természeti és társadalmi folyamatok által kialakított rendszerek elrendeződéseivel és törvényszerűségeivel foglalkozó tudomány a földrajztudomány. Az egyik csoportosítása szerint a regionális földrajz segédtudománya.

## Miért szükséges?
Jelenlegi korunk a legszélesebb ismereteket követeli meg az embertől, illetve a tételes tudást. (Porosz iskola.) Aki megismeri környezetének elemeit, melyhez minden hozzátartozik, s körülveszi őt, az könnyebben boldogul annál, mint aki a tétlen beletörődésbe a „nembánomságba” menekül. S nem vesz tudomást a múlt és a jelen bizonyságairól, „történéseiről”  és az ezekből következő eshetőségekről, lehetőségekről.
Az ember talán legszükségesebb, legelsődlegesebb tudománya  a tudományok közül a közvetlen környezetének megismerése. Az ember legmegbízhatóbb, legtürelmesebb tanítómestere, maga a természet. A csecsemő elsőnek a táplálékot, a szeretetet és a biztonságot nyújtó édesanyát ismeri meg. Később az otthon belsőbb részeit, berendezéseit, majd felnőve az egyre táguló környezetet. Végül, így terjed ki figyelme mindarra, amit érzékeivel felfoghat. S az agy, a gondolkodás segítségével mindazt megismeri, amit a létezés  céljából megismernie szükséges.
Természetesnek és szükségesnek tartjuk megismerni a Földet és tájait, a természet és az ember alkotásait, vagy éppen torzóit. A civilizációhoz tartozó közigazgatási képződményeket, amelyet mi magyarok az állam, a megye, a város és a község néven tartunk számon. A különféle társadalmi egyesüléseket és szervezeteket, amelyek a lakosság, a népesség és a család fogalomkörébe tartozik.

## Magyarországi előfordulásai
Évszázados elődünk Borovszky Samu Magyarország Vármegyéi és városai című monográfia-sorozata, amely a trianoni békeszerződés, a határok megváltozása, a magyar megyék kétharmadának elcsatolása, illetve a szerző halála miatt félbeszakadt. 1996–1998 között a CEBA Kiadó és szövetség, illetve az 1994-ben létrejött nemzetközi kiadványszerkesztősége felelevenítette és korszerűsítette e korszakos művet. A cég fő profilja települések, kistérségek, megyék, régiók gazdasági és település-fejlesztési célú bemutatása. A kiadó megalapításától 2006 végéig közel százötven kézikönyvet adott ki. Azóta e tevékenysége pang.